# Trần Cảnh Phát
Trần Cảnh Phát (sinh năm Nhâm Tý 1852) người làng Xuân Mỵ, tổng Xuân Hòa, huyện Minh Linh, Quảng Trị, nay là làng Xuân Mỵ, xã Trung Hải, huyện Gio Linh, tỉnh Quảng Trị
Thuở nhỏ ông đã nổi tiếng tinh thông văn học, trong khoa thi Hương năm Bính Tý (1876), ông đỗ Giải Nguyên trường Thừa Thiên. Đến khoa thi Hội Đinh Sửu (1877), ông đổ Đệ Tam Giáp Đồng Tiến sĩ Xuất thân.
Khi ra làm quan ông từng được giữ chức Hàn Lâm Viện Thị Giảng, Khởi Cư Chú của điện Kinh diên(1884), năm 1886 được sung chức Phân khảo trường thi Hương Hà Nam, bị mất trên đường trở lại kinh thành, được phong chức Thị Độc học sĩ.